# بئر بورقبة

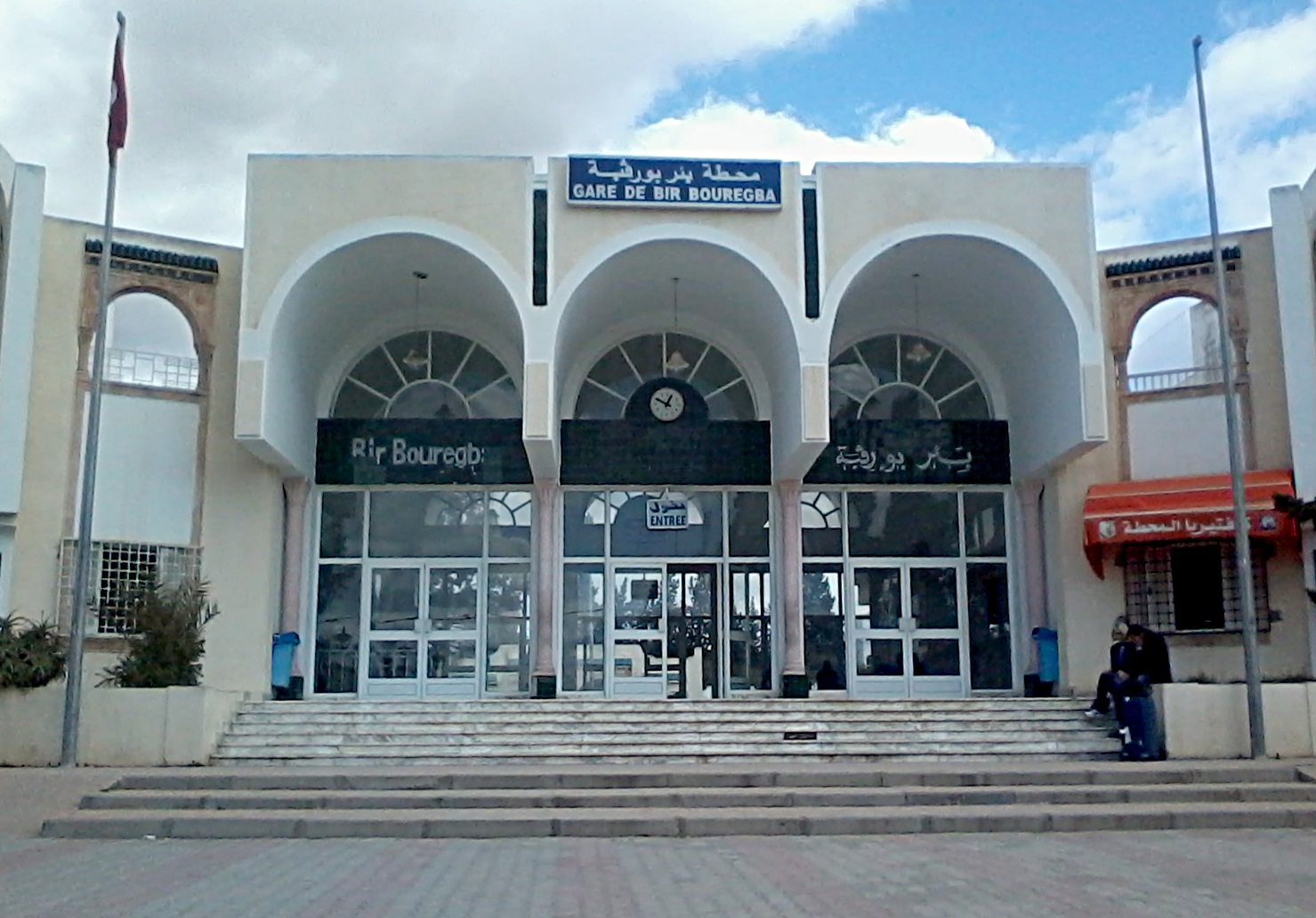
محطة بئر بورقبة

بئر بورقبة مدينة تونسية تقع في ولاية نابل، على بعد 60 كم جنوب مدينة تونس و4 كم شمال غربي مدينة الحمامات كما تحتوي هذه المدينة على أفضل ملعبي صولجان في تونس و المدرسة الوطنية للحرس الوطني و الحماية المدنية

### مواضيع ذات علاقة
- ولاية نابل.